# Селенид ванадия(II)
Селенид ванадия(II) — неорганическое соединение
ванадия и селена с формулой VSe,
серые кристаллы.

## Физические свойства
Селенид ванадия(II) образует серые кристаллы
гексагональной сингонии,
пространственная группа P 63/mmc,
параметры ячейки a = 0,3580 нм, c = 0,5977 нм, Z = 2.